# Такаиси
Такаиси (яп. 高石市 Такаиси-си) — город в Японии, находящийся в префектуре Осака. Площадь города составляет 11,35 км², население — 57 808 человек (1 августа 2014), плотность населения — 5093,22 чел./км².

## История
В октябре 1981 года город Такаиси стал побратимом города Ломита в округе Лос-Анджелес в штате Калифорния в Соединённых Штатах Америки.

## Географическое положение
Город расположен на острове Хонсю в префектуре Осака региона Кинки. С ним граничат города Сакаи, Идзуми, Идзумиоцу.

## Население
Население города составляет 57 808 человек (1 августа 2014), а плотность — 5093,22 чел./км². Изменение численности населения с 1980 по 2005 годы:
| 1980 | 66 815 чел. |  |
| 1985 | 66 974 чел. |  |
| 1990 | 65 086 чел. |  |
| 1995 | 64 295 чел. |  |
| 2000 | 62 260 чел. |  |
| 2005 | 61 127 чел. |  |

## Символика
Деревом города считается сосна, цветком — хризантема.